# Horst Schwarz (Trompeter)

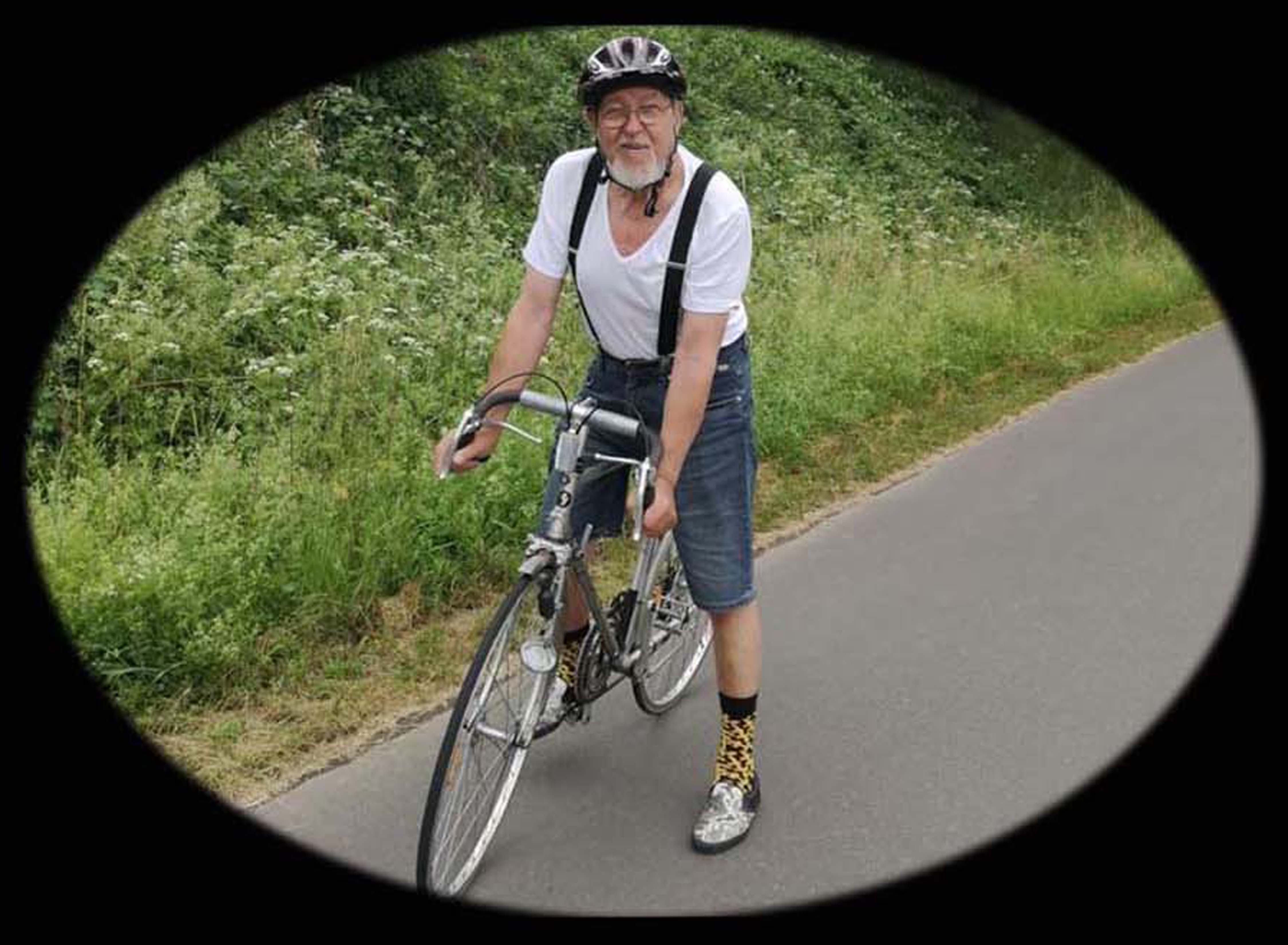
Horst „Morsch“ Schwarz

Horst „Morsch“ Schwarz (* 16. Januar 1939 in Offenbach am Main) ist ein deutscher Jazzmusiker (Trompete, auch Gesang, Posaune, Perkussion, Komposition, Arrangement).

## Leben und Wirken
Schwarz erhielt zwischen 1957 und 1961 Privatunterricht am Moritz-Döbert-Konservatorium seiner Geburtsstadt. Bereits 1958 gründete er seine erste Band – die Bluenote Jazzboys. 1959 bis 1960 spielte er auch zeitweise zweites Kornett in der Barrelhouse Jazzband. Unter dem Eindruck historischer Vorbilder entstand zeitgleich die Smokehouse Jazzband, in der Schwarz 1961, nachdem Reimer von Essen die Band verließ, die Leitung übernahm. Die Band war zunächst dem Swing, dann dem New Orleans Jazz verpflichtet.
1971 wechselte er für Horst Dubuque in die Barrelhouse Jazzband ein, deren Mitglied er bis Ende 2023 war. Daneben wirkte er in den folgenden Jahren aber auch bei der Ragtime Society um Klaus Pehl (2 LPs) und den Jazz Classics (2 LPs) und der Formation Big Band Memories mit. 1975 war er Mitbegründer und bis 1983 musikalischer Leiter der Blue Rhythm Four. Daneben leitete er eine kleinere Swingformation, die Swing Messengers.
Arrangements und Kompositionen von Schwarz wie „Barrelhouse Boogie“, „Margarita“, „Autumn in Deckenpfronn“ und „Barrelhouse Showboat“ haben den Stil der Barrelhouse Jazzband mitgeprägt. Seine Komposition „Take Us to the Mardi Gras“ hat 2009 Louis Ford mit seiner Band in New Orleans eingespielt und auf CD veröffentlicht. Weiter komponierte er A Date with the Duke, Andechs Bells, Creole Swing, Blues`n`Boogie, Funky Shuffle und Blues for King Joe. Tom Lord verzeichnet 90 Aufnahmen von Horst Schwarz zwischen 1971 und 2016.

## Diskographische Hinweise
- Blue Rhythm Four: Let's Move It (1976)
- Jazz Classics: Jazz Classics (Joke 1981, mit Herbert Christ, Reimer von Essen, Arndt Huppertsberg, Bernd K. Otto, Gerhard Abt, Dieter Nentwig, Wolfgang Sommer)
- 75 – A Lifetime of Playing (Doppel-CD, 1961–2013, mit der Smokehouse Jazzband und der Barrelhouse Jazzband)[2]
- Barrelhouse Jazzband: 66 Jahre ... jetzt erst recht (CD 2019)[5]